# Pareques umbrosus
Pareques umbrosus är en fiskart som först beskrevs av Jordan och Eigenmann, 1889.  Pareques umbrosus ingår i släktet Pareques och familjen havsgösfiskar. Inga underarter finns listade i Catalogue of Life.